# Гарбходака
Гарбхода́ка (IAST: Garbhodaka), или Причинный океан, — в индуистской космологии — космический океан, воды которого заполняют половину вселенной.
В Пуранах описывается, как однажды, по вине асуров во главе с Хираньякшей, Земля утратила невесомость и упала в Причинный океан. Вишну, поддерживающий всё мироздание, принял облик гигантского вепря Варахи и своим рылом поднял Землю из вод океана. Хираньякша попытался воспрепятствовать исполнению миссии Варахи. В результате Вараха сразился с Хираньякшей и убил его.
В Пуранах описывается, что на водах океана Гарбходака возлежит гигантский многоголовый змей Шеша.
В «Вишну-пуране» дочерью океана названа Саварна, жена правителя Прачинабархи и мать десяти Прачетов.